# Трипати, Санжита
Санжита Трипати (фр. Sangita Tripathi, р. 8 июля 1968) — французская фехтовальщица-шпажистка, чемпионка мира и Европы.

## Биография
Родилась в 1968 году в Париже. В 1994 году выиграла личный  турнир на чемпионате Европы. В 1995 году стала серебряным призёром чемпионата мира в командных соревнованиях. В 1996 году завоевала бронзовую медаль чемпионата Европы. В 1998 году стала чемпионкой мира в командном турнире. В 2000 году приняла участие в Олимпийских играх в Сиднее, однако там французские шпажистки стали лишь пятыми, а в личном зачёте она была 14-й.